# عصبة الإخوة (مسلسل قصير)
عصبة الإخوة (بالإنجليزية: Band of Brothers)‏ هو مسلسل تلفزيوني قصير من عشرة حلقات عن الحرب العالمية الثانية، بث في عام 2001، تم تصويره استناداً إلى كتاب المؤرخ ستيفن إدوارد أمبروز الذي ألفهُ عام 1992 والذي يحمل نفس العنوان. المنتجان التنفيذيان لهذا المسلسل كانا ستيفن سبيلبرغ وتوم هانكس، والذينِّ تعاونا في فلم الحرب العالمية الثانية إنقاذ الجندي رايان عام 1998. الحلقات بثت أول مرة في عام 2001 على قناة HBO. ولا تزال تبث بشكل متكرر على شبكات التلفزيون المختلفة في جميع أنحاء العالم.
جسد المسلسل بشكل درامي تاريخ سرية «إيزي» (وهي جزء من فوج المشاة المظلي 506، من الفرقة 101 المحمولة جواً) بدءاً من تدريبات القفز في الولايات المتحدة مروراً عبر مشاركتها في العمليات الرئيسية في أوروبا، وحتى إستسلام اليابان ونهاية الحرب. الأحداث المصورة تستند على بحث أمبروز ومقابلاته المسجلة مع قدامى محاربي سرية «إيزي». المسلسل أخذ ترخيصاً فنياً، مُهيئاً التاريخ المسجل لأغراض التأثير الدرامي وهيكلة المسلسل. تستند جميع الشخصيات المصورة على أعضاء سرية «إيزي». تم التسجيل لبعض الرجال في مقابلات معاصرة، والذين تتم رؤيتهم في مُقدمات كل حلقة. ولا يتم كشف هويات الرجال حتى النهاية. عنوان الكتاب والمسلسل يأتي من خطاب «عيد القديس كريسبن» الشهير كما هو مكتوب من قبل ويليام شكسبير في مسرحيته هنري الخامس، ليلقى من قبل هنري الخامس ملك انكلترا قبل معركة أجينكور. الكاتب أمبروز اقتبس فقرة من الخطاب ليكتبها على الصفحة الأولى من كتابه؛ ويروى هذا المقطع من قبل كاروود ليبتون في الحلقة الأخيرة من المسلسل.

## الحُبكة
عصبة الاخوة هو سرد درامي لمسيرة «سرية إيزي» (جزء من الكتيبة الثانية، فوج المشاة المظلي 506) الملحقة بالفرقة 101 المحمولة جواً في جيش الولايات المتحدة أثناء الحرب العالمية الثانية. يروي المسلسل بشكل مفصل على مدار عشر حلقات مآثر السرية خلال الحرب. بدءاً من تدريب القفز في معسكر توغوا في ولاية جورجيا، وعمليات الإنزال الجوي الأمريكي في نورماندي، وحصار الباستون، وعملية حديقة السوق، وإلى نهاية الحرب. متضمناً إستيلاء الولايات المتحدة على عش النسر في ألمانيا، وإشارة إلى إستسلام اليابان. الرائد ريتشارد وينترز (1918-2011) هو الشخصية المحورية البارزة، موضحة عمله لإنجاز المهام والحفاظ على رجاله سوياً وبأمان. بينما يُظهر المسلسل طاقم الممثلين الكبير، فإن كل حلقة تركز عموماً على شخصية واحدة، عقب تصرفاتها أثناء أحداث معينة (على سبيل المثال، حصار الباستون أو عملية حديقة السوق).
بما أن المسلسل يستند على الأحداث التاريخية، فإن مصير الشخصيات يتوافق مع الأشخاص الذين تم استيحاء القصة منهم. العديد من الشخصيات تموت أو تكابد جروح خطيرة، ويفضي ذلك إلى إرسال الناجين إلى الوطن؛ وفي حالات أخرى، يسترد الجنود عافيتهم تحت العلاج في المستشفى، وبإمكانهم إعادة الانضمام إلى رفاقهم في الخطوط الأمامية. إن محور القصة هو تجاربهم والعقبات المعنوية والعقلية، والجسدية التي يجب أن يتغلبوا عليها.

## الإنتاج

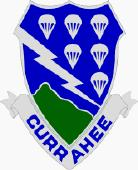
شارة الوحدة المميزة لفوج المشاة 506

تم تطوير المسلسل بصورة رئيسية من قِبل توم هانكس وإريك جندرسن، الذين أمضيا شهوراً في تفصيل الخطوط العريضة للحُبكة والحلقات الفردية. عَمِل ستيفن سبيلبرغ كملاحظ نهائي للمسلسل واستخدم فيلم إنقاذ الجندي رايان الذي تعاون فيه مع توم هانكس لإثراء هذا المسلسل. قصص المحاربين القدامى لسرية «إيزي»، مثل قصة دونالد مالاركي، استمرت في النشر وتم إدراجها في الإنتاج لإضافة تفصيل تاريخي.

### الميزانية والترويج
كان عصبة الإخوة أعلى سلسلة تلفزيونية قصيرة تكلفة تم صنعها بواسطة شبكة HBO أو أي شبكة تلفزيونية أخرى منذ إنشائها. وقد تجاوز هذا الرقم القياسي المسلسل الشقيقة، الهادئ الذي تم إنتاجه عام 2010. وقد كانت ميزانية عصبة الاخوة حوالي 125 مليون دولار، أي ما يقارب ما متوسطه 12.5 مليون دولار لكل حلقة. كان قد خصص مبلغ 15 مليون دولار إضافية من أجل الحملة الترويجية، والتي تضمنت إستضافة عروض لقدامى محاربي الحرب العالمية الثانية.
تم إقامة إحدى تلك العروض على شاطئ يوتا، نورماندي، حيث حطت القوات الأمريكية في يوم العمليات الكبرى. في 7 حزيران 2001، تم نقل 47 من قدامى محاربي سرية إيزي إلى باريس ثم سافروا بواسطة قطار مستأجر إلى الموقع، حيث تم عرض المسلسل لأول مرة. أيضاً قامت شركة كرايسلر برعاية المسلسل حيث تم استخدام سياراتها الجيب على مدى واسع في هذا المسلسل. أنفقت شركة كرايسلر من 5  إلى 15 مليون دولار على حملتها الإعلانية بالإعتماد على استخدام لقطات من عصبة الاخوة. وقد تمت مراجعة والمصادقة على كل الفقرات الإعلانية من قبل المنتجين التنفيذيين المشاركين هانكس وسبيلبرغ.
في ذلك الحين كانت شركة كرايسلر مملوكة بصورة مشتركة من قبل المصنعين الأمريكيين والألمان. بي بي سي دفعت 7 ملايين جنيه إسترليني (10.1 مليون دولار) كشريك في الإنتاج المشترك، وهذا أكبر مبلغ تدفعه هيئة الإذاعة البريطانية على الإطلاق لشراء حصة في برنامج، وعُرض المسلسل على قناة BBC Two. كان في الأصل سيُبث على قناة BBC One، ولكن تم نقله للسماح بالعرض «غير المنقطع على مدى 10 أسابيع» مع إنكار أن ذلك كان بسبب رواج المسلسل بما فيه الكفاية. أشرف على المفاوضات رئيس الوزراء البريطاني توني بلير، والذي تحدث شخصياً إلى المنتج التنفيذي المشارك سبيلبرغ.

### موقع التصوير
تم تصوير المسلسل على مدى 8 إلى 10 أشهر في مطار هاتفيلد في هيرتفوردشير- إنكلترا. وهنا تم بناء مجموعات مختلفة من الأبنية، بما في ذلك النماذج المماثلة للبلدات الأوروبية. هذا الموقع قد أُستخدم أيضا لتصوير فيلم إنقاذ الجندي رايان. شيدت النماذج المقلدة على حقل مفتوح كبير لتمثيل إثني عشر بلدة مختلفة، بما في ذلك باستون - بلجيكا؛ أيندهوفن - هولندا؛ وكارينتان - فرنسا. لقد استخدمت قرية هامبلدن، في باكينكهامشير - إنكلترا على مدى واسع كموقع تصوير في الحلقات الأولى لوصف موقع تدريب السرية في إنكلترا، وكذلك في المشاهد اللاحقة. تم تصوير مشاهد ألمانيا والنمسا في سويسرا، في داخل وبالقرب من قرية برينز في مرتفعات بيرنيز، وفي فندق غيسباخ المجاور.

### الدقة التاريخية
أجرى العديد من الكتاب أبحاث إضافية للحفاظ على الدقة التاريخية. أحد المصادر كان كاتب مذكرات سرية «إيزي» الجندي ديفيد كينيون ويبستر. كتبها بعد الحرب من دفتر يوميات كان قد احتفظ به، تم نشر مذكراته بعنوان (المشاة المظلي: مذكرات مظلي أمريكي عن يوم عمليات الإنزال وسقوط الرايخ الثالث) عن طريق مطبعة جامعة ولاية لويزيانا في عام 1994، في أعقاب تجدد الاهتمام بالحرب العالمية الثانية وبعد ما يقرب من 40 عاما على وفاة ويبستر في حادث ركوب زورق. (أمبروز قد اقتبس بشكل غزير من مذكرات ويبستر غير المنشورة آنذاك، بإذن من ورثته، في كتابه عام 1992).
مهارات الكتابة والعين المُدربة لويبستر ساعدت الكتاب والمسلسل على التقاط تفاصيل الحياة اليومية لجندي المشاة وهو يشق طريقه مع رفاقه عبر أوروبا. فريق الإنتاج استشار دايل داي، نقيب متقاعد من قوات مشاة البحرية الأمريكية، والخبير الإستشاري في فيلم إنقاذ الجندي رايان، وكذلك مع معظم الباقين على قيد الحياة من قدامى المحاربين في سرية «إيزي» في ذلك الوقت، مثل ريتشارد وينترز، بيل غارنير، فرانك بيركونت، إد هيفرون، وآموس تايلور داي (والذي بالإضافة إلى ذلك لعب دور العقيد روبرت سينك) أعطى تعليمات للممثلين لتصوريهم كجنود في معسكر تدريبي لمدة 10 أيام.
عمل الإنتاج على الدقة في تفاصيل الأسلحة والأزياء خبير الأسلحة سيمون أثرتون، تواصل مع المحاربين القدامى لمطابقة الأسلحة مع مشاهد التصوير، ومصمم الأزياء المساعد جو هوبز استخدم على نطاق واسع صور وروايات المحاربين. معظم الممثلين قد اتصلوا مع الأشخاص الذين كانوا سيمثلون أدوارهم قبل التصوير، وغالبا ما يتم ذلك عن طريق الهاتف. وقد حضر عدد من المحاربين إلى موقع الإنتاج. أقر المنتج التنفيذي المشارك توم هانكس بأن هناك حاجة إلى إجراء تعديلات لإنشاء المسلسل: «لقد صنعنا تاريخاً بشكل يلائم شاشاتنا. كان علينا أن نكثف ونُثري باستمرار عدداً كبيراً من الشخصيات، وأن نضاعف تجارب الآخرين في 10 أو 15 شخصا، لدينا أشخاص يقولون ويفعلون أشياء قالها أو فعلها آخرون. لدينا أشخاص خلعوا خوذهم ليتم التعرف عليهم، بينما لم يفعلوا ذلك خلال معاركهم. ولكن ما زلت أعتقد أن هذا المسلسل أكثر دقة بثلاثة أو أربعة أضعاف من معظم الأفلام المماثلة». كفحص نهائي للدقة، فإن المحاربين قد شاهدوا عرض مسبق للمسلسل وصادقوا على الحلقات قبل أن تبث.

## الاستقبال

### المشاهدات
عُرضت الحلقة الأولى من المسلسل في 9 سبتمبر، 2001 وجذبت 10 ملايين مشاهد. بعد يومين وقعت أحداث 11 سبتمبر، فقامت HBO بإيقاف حملتها الإعلانية مباشرةً. الحلقة الثانية جذبت 7.2 مليون مشاهد. بينما شاهد الحلقة الأخيرة 5.1 مليون مشاهد، وكانت أقل الحلقات مشاهدة.

### الجوائز والترشيحات

#### جوائز الإيمي برايم تايم
| الفئة                                                             | المرشح (ين) | الحلقة               | النتيجة |
| ----------------------------------------------------------------- | --- | -------------------- | ------- |
| أفضل مسلسل قصير                                                   | ستيفن سبيلبرغ، توم هانكس، غاري غوتزمن، توني تو، ستيفن إدوارد أمبروز، إريك بورك، إريك جندرسن، ماري ريتشاردز                                         |                      | فوز     |
| أفضل برنامج تلفزيوني تفاعلي                                       | |                      | فوز     |
| أفضل إخراج فني في مسلسل قصير أو فيلم تلفزيوني                     | أنتوني برات، دوم دوسيت، آلان تومكينس، كيفن فيليبس، ديزموند كرو، مالكولم ستون                                                                       | "The Breaking Point" | رُشِّح     |
| أفضل إختيار لطاقم تمثيلي في مسلسل قصير أو فيلم تلفزيوني           | ميغ ليبرمان، كميل باتون، أنجيلا تيري، غاري ديفي، سوزان سميث                                                                                        |                      | فوز     |
| أفضل تصوير سينمائي في مسلسل قصير أو فيلم تلفزيوني                 | ريمي ادفيرسين | "The Last Patrol"    | رُشِّح     |
| أفضل إخراج في مسلسل قصير أو فيلم تلفزيوني                         | ديفيد فرانكل، توم هانكس، ديقيد نتر، ديفيد ليلاند، ريتشارد لونكراين، فيل ألدن روبنسون، ميكائيل سالومون، توني تو                                     |                      | فوز     |
| أفضل تصفيف شعر في مسلسل قصير أو فيلم تلفزيوني                     | هيلين سميث وبولا برايس | "Crossroads"         | رُشِّح     |
| أفضل إفتتاحية مسلسل                                               | مايكل رايلي، ميشيل دورتي، جيف ميلر، جيسون ويب |                      | رُشِّح     |
| أفضل مكياج في مسلسل قصير أو فيلم تلفزيوني (غير إصطناعي)           | ليز تاغ ونيكيتا راي | "Why We Fight"       | رُشِّح     |
| أفضل مكياج إصطناعي في مسلسل قصير أو فيلم تلفزيوني                 | دانييل باركر، ماثيو سميث، دنكن جارمان | "Day of Days"        | رُشِّح     |
| أفضل مونتاج لتصوير ذو كاميرا واحدة في مسلسل قصير أو فيلم تلفزيوني | فرانسيس باركر | "Day of Days"        | فوز     |
| أفضل مونتاج لتصوير ذو كاميرا واحدة في مسلسل قصير أو فيلم تلفزيوني | بيلي فوكس | "Replacements"       | رُشِّح     |
| أفضل مونتاج أصوات في مسلسل قصير أو فيلم تلفزيوني                  | كامبل أسكيو، بول كونواي، جيمس بويل، روس آدمز، أندي كينيدي، هوارد هالسول، روبرت جافين، جراهام بيترز، مايكل هايم، داشيل راي، آندي ديريك، بيتر بورغيس | "Day of Days"        | فوز     |
| أفضل خلط أصوات في مسلسل قصير أو فيلم تلفزيوني                     | كولن تشارلز، مايك دوسون، مارك تايلور | "Carentan"           | فوز     |
| أفضل خلط أصوات في مسلسل قصير أو فيلم تلفزيوني                     | ديفيد ستيفينسون، مايك دوسون، مارك تايلور | "Day of Days"        | رُشِّح     |
| أفضل خلط أصوات في مسلسل قصير أو فيلم تلفزيوني                     | كولن تشارلز، كيفين باتريك بر، تود اور | "The Breaking Point" | رُشِّح     |
| أفضل مؤثرات بصرية في مسلسل قصير أو فيلم تلفزيوني                  | أنغس بيكرتون، جون لوكوود، كين دالي، جو بافلو، مارك نيتليتون، مايكل مولهولاند، جوس وليامز، نايجل ستون                                               | "Replacements"       | رُشِّح     |
| أفضل مؤثرات بصرية في مسلسل قصير أو فيلم تلفزيوني                  | أنغس بيكرتون، مات بيك، سيندي جونز، لويس ماكل، نايجل ستون، كارل موني، لوران هوغوينت، كاش كاش                                                        | "Day of Days"        | رُشِّح     |
| أفضل تنسيق لمشاهد الحركات الخطيرة                                 | غريغ باول | "Carentan"           | رُشِّح     |
| أفضل كتابة لمسلسل قصير أو فيلم تلفزيوني                           | إريك بورك، إيريك ماكس فري، توم هانكس، إريك جندرسن، بروس ماكينا، جون أورلوف، غراهام يوست                                                            |                      | رُشِّح     |

#### جوائز الغولدن غلوب
| الفئة                                   | المرشح         | النتيجة |
| --------------------------------------- | -------------- | ------- |
| أفضل مسلسل قصير أو فيلم تلفزيوني        |                | فوز     |
| أفضل ممثل - مسلسل قصير أو فيلم تلفزيوني | داميان لويس    | رُشِّح     |
| أفضل ممثل - مسلسل قصير أو فيلم تلفزيوني | رون ليفينجستون | رُشِّح     |

## وصلات خارجية
- الموقع الرسمي
- عصبة الأخوة على موقع IMDb (الإنجليزية)
- عصبة الأخوة على موقع ميتاكريتيك (الإنجليزية)
- عصبة الأخوة على موقع روتن توميتوز (الإنجليزية)
- عصبة الأخوة على موقع نتفليكس (الإنجليزية)
- عصبة الأخوة على موقع أول موفي (الإنجليزية)
- عصبة الأخوة على موقع فيلمافينيتي (الإسبانية)
- عصبة الأخوة على موقع ليتربوكسد (الإنجليزية)
- عصبة الأخوة على موقع كينوبويسك (الروسية)
- عصبة الأخوة على موقع ألو سيني (الفرنسية)
- عصبة الأخوة على موقع قاعدة بيانات الفيلم (الإنجليزية)
- عصبة الأخوة على موقع ميتاكريتيك